# 安启念
安启念（1947年—），山西人，中国人民大学哲学系教授、博士生导师。

## 生平
安启念生于1947年，1965年入山西师范学院生化系，1970年毕业。据他自述，“5年中真正上课的时间，只有两个学期，中间还有两个月的劳动。”毕业后，在临汾动力机械厂当工人劳动锻炼3年，后又回到山西师院工作6年。
由于中学以来的兴趣一直是哲学，恢复高考后，安启念于1979年入中国人民大学哲学系读研究生，1982年毕业。1984年开始研究苏联哲学和俄罗斯哲学。1988年之后，曾作为访问学者先后多次敖德萨大学、莫斯科大学学习交流。

## 学术兼职
中国马克思主义哲学发展史学会常务理事、中国现代外国哲学研究会俄罗斯哲学专业委员会名誉会长、中国马克思主义哲学发展史学会常务理事，中国俄罗斯哲学研究会会长，中国俄罗斯东欧中亚学会理事俄罗斯《哲学问题》、《自由思想》、《全球化时代》、《科学技术哲学》等杂志外籍编委。